# Desert Hills
Desert Hills è una località degli Stati Uniti d'America, situata nella Contea di Mohave, nello Stato dell'Arizona.